# Renfe série 591

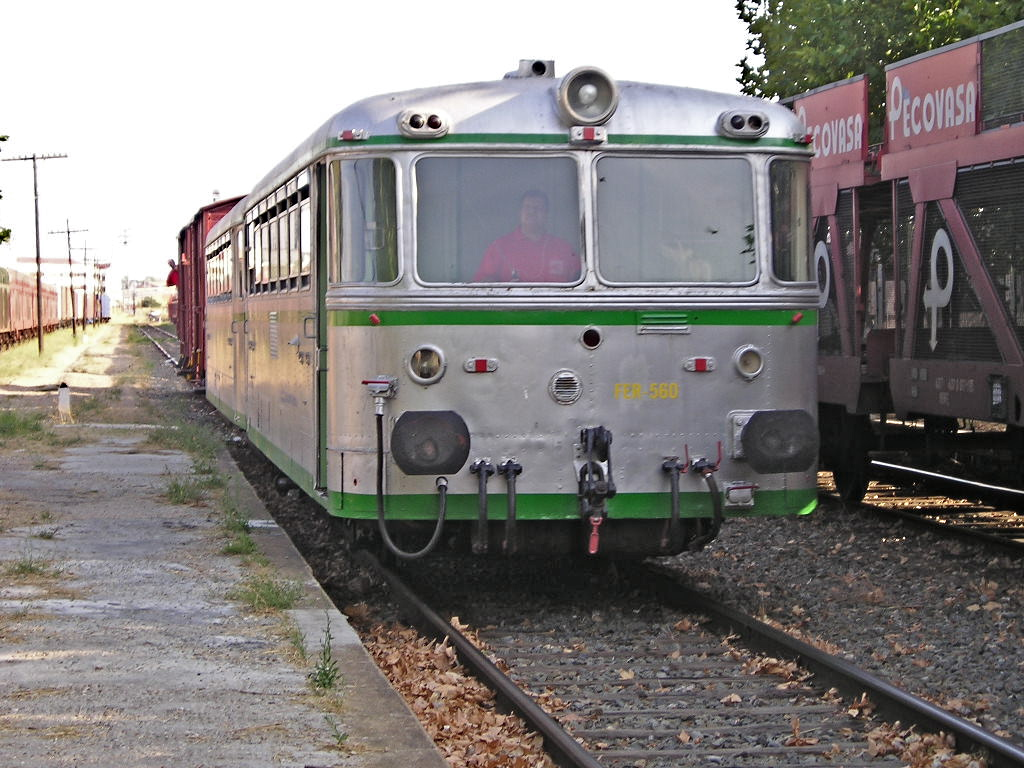
Ferrobús 560 conservé par l'ASVAFER.

Les 591.3 et 591.4, ex FER 300 et 400, forment une série d'autorails de la Renfe.

## Origine de la série
En 1944, la Renfe prépare un plan général de reconstruction qui prévoit l'acquisition de nouveaux autorails. Mais ce plan est basé sur un financement allemand, et comme l'Allemagne perd la guerre il ne sera jamais concrétisé. L'Allemagne aussi est en pleine reconstruction. En 1949, la firme Waggonfabrik Uerdingen crée un curieux autorail qui ressemble plus à un autobus posé sur rails qu'à l'une des puissantes automotrices d'avant-guerre. Le "Schienenbus" est né et connait un succès certain, puisque la DB en commande 584 exemplaires entre 1952 et 1955. Les dirigeants de la Renfe sont intéressés par ce modèle, d'autant qu'un nouveau plan général de reconstruction est établi depuis le mois de mai 1949. Un premier prototype est commandé en 1954.

## Conception
Ce premier prototype se présente sous forme d'une composition triple, avec une motrice, une remorque et une remorque avec fourgon. Il arbore un curieux dispositif chasse-bœufs à l'avant. Les carrosseries sont légères, réalisées en aluminium et acier allégé. La construction est assez économique : plancher en tôle ondulée recouvert d'aggloméré, isolation thermique et acoustique en laine de verre, etc. Seul inconvénient, le caractère unidirectionnel de l'engin.
Pendant longtemps, par manque de fonds, ce prototype reste unique. Il faut attendre un programme réduit d'investissements, en février 1962, pour commander une première série de 60 unités[réf. nécessaire]. Les 15 premières unités sont construites en Allemagne et arrivent en Espagne par Canfranc. Les autres sont réalisés par le consortium Constructores Españoles de Material Movil S.A..
Le reste de la série 300 est toujours constitué de compositions triples, mais la dernière remorque dispose désormais d'une cabine de conduite, et la rame est équipée de passerelles d'intercommunication. Le chasse-vaches a disparu. Pour la série 400 les compositions diffèrent : les 34 premières rames étaient du type Mc-R-R-Mc, les 30 suivantes 30 étaient composées de 2 motrices (Mc-Mc) et les 41 dernières du type Mc-Rc. 
À partir de 1965, les moteurs sont remplacés par des Pegaso 6 cylindres type 9034.
En 1969, toutes les remorques intermédiaires sont transformées en remorques d'extrémités et munies de cabines pour être accouplées aux FER 469 à 528 en cours de construction. Lorsque la série reçoit la nouvelle numérotation UIC en 1971, elle est donc uniquement composée d'éléments bi-caisses.

## Service
Le prototype FER 301 est livré neuf au centre-autorails de Valence et réalise toute sa carrière sur les lignes Valence - Castellón et Valence - Xàtiva. Lorsque le reste de la série est livrée, les "Ferrobús" sont répartis entre les centre-autorails de Valence (18), Séville (20), Orense (11), et Madrid-Atocha (11). L'essentiel de la série est réformé entre 1975 et 1977. 16 véhicules ont été vendus aux CP en 1979. Les derniers survivants disparaissent en 1982.
Le 591-326 et sa remorque sont transformés pour le parc de service sous le numéro TTT 5001, et utilisés pendant quelque temps pour le transport du personnel sur la ligne de Canfranc. Le 591-301 est préservé au titre du musée national des chemins de fer.